# Сулак, высокогорная
Сулак, высокогорная — самая высокогорная, труднодоступная метеостанция в России и Европе (2927 м), находится на территории Цумадинского района Дагестана на склоне горы Адалла-Шухгельмеэр, в верховье реки Тиндинская (Кила). Ближайший населённый пункт село Акнада в 7 км, а далее Тинди в 16 км к северо-западу от метеостанции. В 2008 г. удостоена звания «Лучшая метеостанция России».
Координаты 42°21′44″ с. ш. 46°15′06″ в. д.. Синоптический индекс 37461. Станция находится в ведении Дагестанского республиканского центра по гидрометеорологии и мониторингу окружающей среды — филиала ФГБУ «Северо-Кавказское УГМС».

## История
Создана в 1930 году с целью наблюдения за таянием крупнейших ледников Дагестана. Её постройка была связана со строительством каскада ГЭС на реке Сулак, в основном питающейся от вечных снегов и ледников. Организация была поручена заместителю директора Главной геофизической обсерватории имени А. И. Воейкова В.Львову. Первоначальное месторасположение было определено в верховье реки Хваршинка, на высоте 3200 м. Но при обследовании подходящего места не нашлось. Поэтому было решено сделать еще один подъем к Богосскому хребту, вверх от села Тинди. Здесь и появилась станция «Сулак-Высокогорная». В 1931 году метеостанция подверглась разорению. При этом были убиты заведующий станцией Андрюков и наблюдатель Карташев. Станция была восстановлена и продолжила работу 
В конце 1960-х снежная лавина накрыла метеорологов станции Али и Расула Габаловых. Ранее от аппендицита умер Магомедхан Гаджимагомедов. В 1970-х сорвался в пропасть и погиб начальник станции Магомед Акнадинский. 

В начале 1990-х из-за отсутствия средств стояла угроза закрытия станции. Руководил станцией, потомственный метеоролог Магомед Магомедов, проработавший на ней более 45 лет.
2 и 3 августа 2025 года в Дагестане отметили 95-летний юбилей станции пешими походами, в которых приняли участие более сотни человек, прибывших, чтобы покорить вершину Аддала-Шухгельмеэр.

## Наблюдаемые параметры
На метеостанции ведутся наблюдения за метеорологическими параметрами соответствующим станциям 1-го разряда. Кроме того, проводятся гляциологические наблюдения на ледниках Северный, Юго-Западный и Южный. В 50-е годы проводились аэрологические наблюдения и гидрологические на реке Кила (Тиндинская).

## Климат
Климат метеостанции умеренный континентальный. За счёт расположения на большой высоте в горах здесь значительно холоднее и выпадает больше осадков, чем на равнине.
| Показатель | Янв.  | Фев.  | Март  | Апр.  | Май   | Июнь  | Июль  | Авг. | Сен.  | Окт.  | Нояб. | Дек.  | Год   |
| --- | ----- | ----- | ----- | ----- | ----- | ----- | ----- | ---- | ----- | ----- | ----- | ----- | ----- |
| Абсолютный максимум, °C                                                                                             | 9,3   | 7,8   | 9,7   | 13,4  | 17,9  | 20,2  | 26,8  | 24,1 | 22,5  | 16,9  | 11,4  | 10,1  | 26,8  |
| Средний суточный максимум, °C                                                                                       | −5,7  | −4,6  | −1,5  | 2,9   | 7,2   | 11,2  | 13,9  | 14,2 | 10,7  | 6,3   | 0,0   | −3,6  | 4,3   |
| Средняя температура, °C                                                                                             | −9,1  | −8,7  | −5,9  | −1,5  | 2,9   | 6,8   | 9,7   | 10,0 | 6,5   | 2,1   | −3,5  | −6,7  | 0,2   |
| Средний суточный минимум, °C                                                                                        | −12,1 | −11,9 | −9,3  | −4,9  | −0,3  | 3,4   | 6,5   | 6,7  | 3,3   | −0,8  | −6,4  | −9,5  | −3    |
| Абсолютный минимум, °C                                                                                              | −31,1 | −28,6 | −28,4 | −23,7 | −15   | −9,1  | −5,1  | −4,4 | −13,6 | −22,6 | −26,6 | −28,1 | −31,1 |
| Норма осадков, мм                                                                                                   | 30,2  | 37,6  | 76,5  | 100,0 | 121,9 | 143,3 | 138,3 | 85,7 | 74,6  | 52,7  | 43,4  | 30,9  | 935,1 |
| Источник: Погода и климат на метеостанции «Сулак, высокогорная». «Погода и Климат». Дата обращения: 1 октября 2022. |       |       |       |       |       |       |       |      |       |       |       |       |       |